# Сеснев, Николай Иванович
Николай Иванович Сеснев (1919—1979) — участник Великой Отечественной войны, полный кавалер ордена Славы.

## Биография
Родился в 1919 году в селе Александровка (ныне — Наровчатского района Пензенской области) в семье крестьянина. Русский. Окончил 3 класса. В 1935 году, прибавив себе возраст, завербовался на Дальний Восток. Жил в городе Сучан (с 1972 года — Партизанск) Приморского края. Работал на шахте.
В 1939 году был призван в Красную Армию. На фронте в Великую Отечественную войну с февраля 1942 года. Боевой путь начал в составе 109-й отдельной стрелковой бригады на Брянском фронте, был командиром отделения. В начале июля 1942 года, видимо, был ранен или попал в окружение, в части считался без вести пропавшим.
К лету 1944 года гвардии старший сержант Сеснёв командовал отделением станковых пулеметов 210-го гвардейского стрелкового полка 71-й гвардейской стрелковой дивизии. Воевал на 1-м и 2-м Прибалтийских фронтах. Участвовал в боях за освобождение Белоруссии и Прибалтики.
23 июня 1944 года гвардии старший сержант Сеснёв со своим отделением перерезал пути отхода противнику близ железнодорожной станции Сиротино (Шумилинский район Витебской области) и истребил до 20 гитлеровцев. Приказом от 1 августа 1944 года гвардии старший сержант Сеснёв Николай Иванович награжден орденом Славы 3-й степени (№ 102280).
13 августа 1944 года при отражении контратак противника у населенного пункта Анес-Мемеле (8 км юго-западнее города Скайсткалне, Латвия) гвардии старшина Сеснёв, выдвинувшись с пулеметом на фланг, отрезал вражескую пехоту от танков и уничтожил до 15 гитлеровцев.
Приказом от 3 октября 1944 года гвардии старшина Сеснёв Николай Иванович награжден орденом Славы 2-й степени (№ 7483).
1 ноября 1944 года при отражении контратак противника под населенным пунктом Муцениэки (северо-восточнее города Приекуле, Латвия) гвардии старшина Сеснёв из пулемета сразил более 10 гитлеровцев. В ходе атаки выдвинулся с пулеметами во фланг противнику и подавил 4 огневые точки, обеспечив продвижение стрелковых подразделений.
Указом Президиума Верховного Совета СССР от 24 марта 1945 года за исключительное мужество, отвагу и бесстрашие, проявленные в боях с гитлеровскими захватчиками, гвардии старшина Сеснёв Николай Иванович награждён орденом Славы 1-й степени (№ 1532). Стал полным кавалером ордена Славы.
В 1945 году был демобилизован. Жил в Узбекистане, в городах Янгиюль, затем Ахангаран Ташкентской области. Работал грузчиком. Скончался 17 декабря 1979 года.

## Награды
- Орден Красного Знамени
- Орден Славы I степени[2]
- Орден Славы II степени
- Орден Славы III степени
- Медаль «За отвагу»